# Otomeria madiensis
Otomeria madiensis là một loài thực vật có hoa trong họ Thiến thảo. Loài này được Oliv. mô tả khoa học đầu tiên năm 1873.